# Elizabeth Fulhame
Elizabeth Fulhame (fl. 1794.) bila je rana kemičarka koja je otkrila koncept katalize i fotoredukciju. Detaljno je opisala katalizu u svojoj knjizi "Esej o izgaranju s pogledom na novu umjetnost bojanja i slikanja, gdje se dokazuje da su flogističke i antiflogističke hipoteze pogrešne" iz 1794. Knjiga detaljno opisuje njene eksperimente s reakcijama redukcije oksidacije i donosi zaključke u vezi flogistonske kemije, u kojoj se ne slaže ni s flogistonistima ni s antiflogistonistima.
Godine 1798., knjigu je na njemački preveo Augustin Gottfried Ludwig Lentin kao Versuche über die Wiederherstellung der Metalle durch Wasserstoffgas. Godine 1810. objavljena je u SAD-u, uz kritičke osvrte. Iste godine Fulhame je postala počasnim članom Kemijskog društva Philadelphia. Thomas P. Smith pohvalio je njezin rad, rekavši da je "Mrs. Fulham sada postavila toliko hrabre tvrdnje da više ne možemo uskraćivati privilegiju sudjelovanja u kemijskoj znanosti na temelju spola."

## Osobni život
Elizabeth Fulhame objavljivala je pod svojim vjenčanim imenom, kao gđa. Fulhame. Bila je udana za Thomasa Fulhamea, liječnika rođenog u Irskoj koji je pohađao Sveučilište u Edinburghu i proučavao babinju groznicu kao student Andrewa Duncana (1744.-1828.). Doktor Thomas Fulhame bio je naveden u imeniku Edinburgha između 1784. – 1800. Neki vjeruju da je bila Škotkinja, ali čini se da su jedini dokazi za to činjenica da joj je suprug studirao u Edinburghu. Sir Benjamin Thompson, grof Rumford, nazvao ju je "genijalnom i živahnom gđom. Fulhame", međutim ovo mišljenje može odražavati stil njezine knjige.

## Znanstveni rad
Njezin rad započeo je njezinim zanimanjem za pronalaženje načina bojenja tkanine teškim metalima pod utjecajem svjetlosti. Prvotno je razmišljala o tome da svoje djelo naziva esejem o umijeću izrade platna od zlata, srebra i drugih metala, uz pomoć kemijskih postupaka, ali s obzirom na "nesavršeno stanje tehnike", odlučila je odabrati naslov koji odražava šire implikacije njezinih eksperimenata.:viii-ix
Očito je susret sa sirom Josephom Priestleyem 1793. ohrabrio da objavi izvještaj o svom 14-godišnjem istraživanju. Fulhame je proučavala eksperimentalno reduciranje metalnih soli u raznim stanjima (vodena otopina, suho stanje, a ponekad i otopina etera ili alkohola) izlažući ih djelovanju različitih redukcijskih sredstava Soli metala koje je ispitivala uključuju zlato, srebro, platinu, živu, bakar i kositar. Kao redukcijska sredstva eksperimentirala je s vodikom, plinom, fosforom, kalijevim sulfidom, sumporovodikom, fosfinom, ugljenom i svjetlošću. Otkrila je brojne kemijske reakcije pomoću kojih bi se metalne soli mogle reducirati u čiste metale. Rayner-Canham svoj najvažniji doprinos kemiji smatra otkrićem da se metali mogu prerađivati vodenom kemijskom redukcijom na sobnoj temperaturi, kao alternativa topljenju na visokim temperaturama.
Njezin teoretski rad o katalizi bio je "veliki korak u povijesti kemije", prethodeći i Jönsu Jakobu Berzeliusu i Eduardu Buchneru. Predložila je i pokazala eksperimentom da se mnoge reakcije oksidacije događaju samo u prisutnosti vode, da izravno uključuju vodu te da se voda regenerira i može se detektirati na kraju reakcije. Dalje, predložila je "prepoznatljivo moderne mehanizme" za te reakcije, a možda je bila prvi znanstvenik koji je to učinio. Uloga kisika, kako je ona opisuje, značajno se razlikuje od ostalih teorija tog vremena. Na temelju svojih eksperimenata, nije se složila s nekim zaključcima Antoinea Lavoisiera, kao ni s flogistonskim teoteričarima koje je kritizirala. Njezino istraživanje moglo bi se smatrati pretečom djela Jönsa Jakoba Berzeliusa, međutim Fulhame se posebno usredotočila na vodu, a ne na teške metale.
Nadalje, Schaaf svoj rad na kemiji srebra smatra orijentirom u rađanju i ranoj povijesti fotografije. Njezin rad na ulozi kemikalija osjetljivih na svjetlost (soli srebra) na tkanini prethodi poznatijim fotogramima Thomasa Wedgwooda iz 1801. Fulhame, međutim, nije pokušala napraviti "slike" ili reprezentativne otiske sjene na način na koji je to učinio Wedgwood, ali se uključila u fotoredukciju pomoću svjetla.